# Вольташтрассе (станция метро)
«Вольташтрассе» (нем. Voltastraße) — станция Берлинского метрополитена. Расположена на линии U8 между станциями «Гезундбруннен» (нем. Gesundbrunnen) и «Бернауэр Штрассе» (нем. Bernauer Straße). Станция находится в районе Берлинa Митте на пересечении улиц Вольташтрассе и Брунненштрассе (нем. Brunnenstraße). Глубина заложения — 5 метров.

## История
В конструкциях станция была сооружена уже в 1914 году. Открыта 18 апреля 1930 года в составе участка «Хайнрих-Хайне-Штрассе» — «Гезундбруннен». С апреля 1945 года по 22 мая 1945 года станция была закрыта. После Второй мировой войны станция метро была последней станцией во французском секторе, и, наряду с соседней станцией «Гезундбруннен», была отрезана от основной сети метрополитена, что определило необходимость продления на север линии U8.

## Архитектура и оформление
Двухпролётная колонная станция мелкого заложения, архитектор — Петер Беренс. Путевые стены облицованы желто-зелёной кафельной плиткой, потолок станции поддерживается серыми гранитными дорическими колоннами круглого сечения. Выходы со станции расположены в обоих торцах платформы.